# Programa Antártico Ecuatoriano

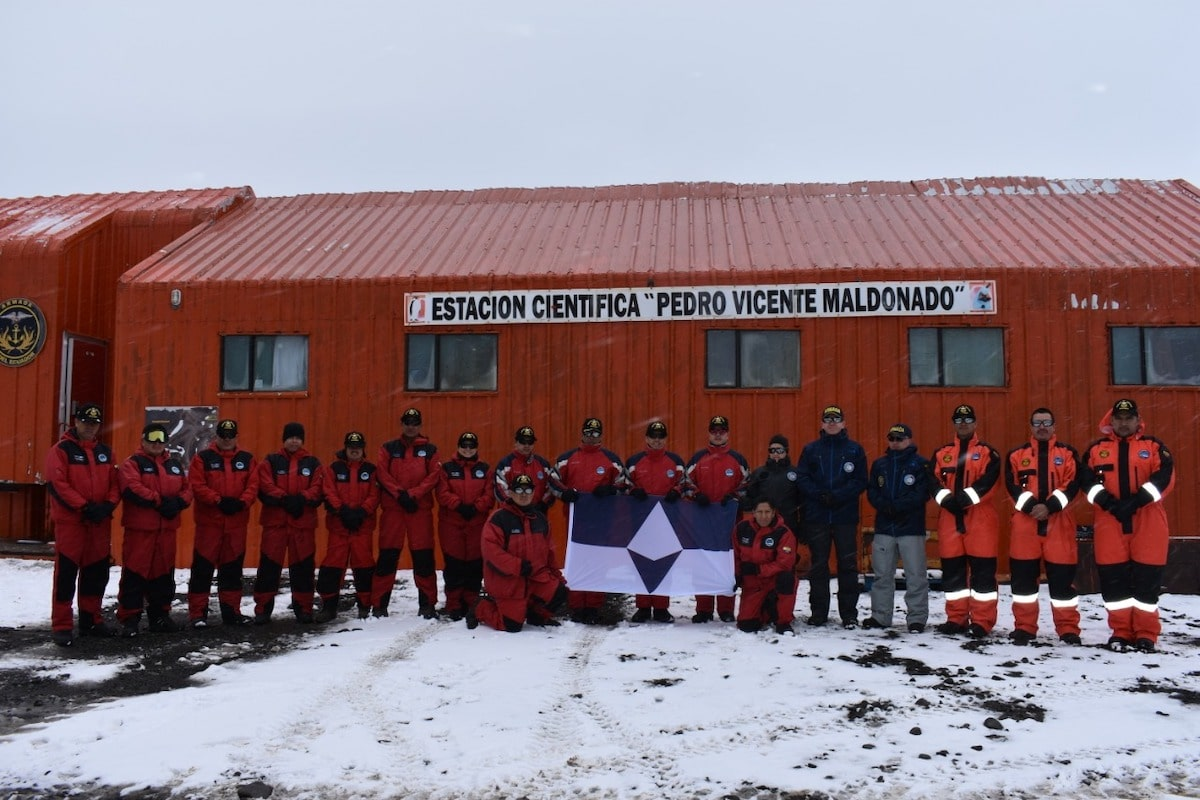
Base Pedro Vicente Maldonado, situado en la isla Greenwich.

El Programa Antártico Ecuatoriano (PROANTEC) fue impulsado por el entonces Diputado y general de División Richelieu Levoyer, y creado el 5 de agosto de 1988 mediante el Acuerdo Ministerial N.º 1508, el que dispuso que sea adscrito al Instituto Oceanográfico de la Armada hasta que se formalice el Instituto Antártico Ecuatoriano; su sede está localizada en la ciudad de Guayaquil (Base Naval Sur). 
El PROANTEC planifica, coordina, ejecuta y controla las actividades logísticas-operativas del Ecuador en la Antártica, siempre acorde a los dictámenes emanados de las autoridades gubernamentales respecto de la participación del país en ese continente. Durante todo el año el PROANTEC coordina la ejecución de conferencias a diversos niveles educacionales, políticos y científicos para fomentar la conciencia antártica; además se encarga de la publicación de los resultados científicos de las expediciones a esa distante región polar y de llevar a cabo diversas clases de exposiciones en las diversas ciudades del país (ver más abajo).  En unión de la Comisión Sectorial de Investigaciones Antárticas evalúa y aprueba los proyectos científicos presentados por miembros de las instituciones y universidades nacionales que han sido propuestos para ejecutarse en las próximas campañas antárticas. 
El PROANTEC representa al país en el Consejo de Administradores de Programas Antárticos Nacionales (COMNAP), a nivel mundial y participa en la Reunión de Administradores de Programas Antárticos Latinoamericanos (RAPAL).
Entre el 28 de agosto y el 4 de septiembre de 2009 el Instituto Antártico Ecuatoriano (INAE) junto con la Universidad Estatal Península de Santa Elena organizaron el V Simposio Latinoamericano sobre Investigaciones Antárticas y II Simposio Ecuatoriano de Ciencia Polar en La Libertad, Ecuador. Allí concurrieron investigadores de temas antárticos provenientes de distintos países y se presentó un considerable número de trabajos. Los resúmenes de los mismos pueden consultarse en las Memorias del V Simposio Latinoamericano sobre Investigaciones Antárticas y II Simposio Ecuatoriano de Ciencia Polar.